# 2024年瓦尔扎甘直升机坠毁事故
2024年5月19日下午，一架伊朗空军的贝尔212型直升机在从胡达费林县吉兹卡拉西大坝飞往大不里士的途中，坠毁于伊朗東亞塞拜然省瓦尔扎甘北部近卡萊巴爾的迪兹玛森林（波斯語：جنگلی دیزمار）地区。机上载有伊朗总统易卜拉欣·莱希、外交部长侯赛因·阿米尔-阿卜杜拉希扬、東亞塞拜然省省长马利克·拉赫马提、东亞塞拜然最高领袖代表穆罕默德-阿里·阿勒哈希姆，莱希的安全团队总负责人和三名机组人员。直升机在5月20日5时44分被寻获，据报道，事故现场没有生还者的迹象。之后搜救队确认现场无人生还，机上8人全部遇难。

## 背景
当天上午，伊朗总统易卜拉欣·莱希和阿塞拜疆总统伊利哈姆·阿利耶夫为坐落於界河阿拉斯河上的吉茲卡拉西大壩举行了启用仪式，并在之后舉行会谈，随后计划续程至大不里士出席一家炼油厂的活动。13时30分，莱希乘坐的直升机在发出紧急信息后不久坠毁，而另外两架载有能源部长阿里-阿克巴尔·迈赫拉比安的直升机与住房和交通部长迈赫达德·巴兹帕什的直升机据报安全抵达。
按照伊朗法律，一旦总统死亡，第一副总统穆罕默德·穆赫贝尔将暂时接替其职务，并在六个月内展开选举。
该坠毁直升机由伊朗空军所有，型号为贝尔212。贝尔212型直升机民用版最大座位数为15席，包括1名机组成员和14名乘客。它的来源可能与伊斯兰共和国红新月会有关，其机龄可能有40-50年。

## 事故经过
伊朗總統辦公室負責人表示，事發當天，機隊由3架直升機組成，機隊起飛時並未收到天氣預警。伊朗總統辦公室負責人當時乘坐另一直升機，起飛時天氣良好。但飛行30分鐘後，機隊驶至老达伍德（پیر داوود）和烏兹村（روستای اوزی）之间的生态廊道迪兹玛森林空域时，前方出現一個雲團，總統直升機飛行員要求機隊爬升越過雲層，另外兩架直升機順利越過雲層後，總統直升機卻失联。据报当地村民称目睹了直升机发生事故并听见响声。機隊其後發現總統直升機失蹤，另一架直升機立刻返航併發出呼叫，但無人回應，伊朗總統辦公室負責人乘坐的直升機返回雲層飛行數圈後，亦無法找到總統直升機。伊朗武装部队总参谋部发布的報告則指，總統直升機可能在撞山后起火。兩架直升機隨後在附近地區降落，並通知相關部門。總統辦公室曾試圖撥打萊希及外長阿卜杜拉希揚的手機，但沒人接聽，隨後再撥打飛行員手機，同機的东亞塞拜然最高领袖代表阿勒哈謝姆接聽了電話。他说：自己掉到山上，不知道自己所處的位置，而且自己的状况很不好。他最终仍在救援人员发现前身亡。
当地大雾，晚間又出現降雨，搜尋工作因而面臨更大困難。以伊朗红新月会为主，至少有40個搜救隊參與了搜尋行動。由於下雨，道路上形成了泥漿，搜救人员只能步行到達搜索區域。三名救援人員曾被报道在搜尋硬著陸的萊西直升機的地區失蹤，但红新月会对此予以否认。担任欧盟危机事务管理专员的简兹·莱纳尔契奇表示为搜寻启用了哥白尼地图服务。亚美尼亚、阿塞拜疆、伊拉克、卡塔尔、土耳其、俄罗斯等国都提出为搜救提供支持，俄紧急情况部派遣救援人员和飞行器协助搜救搭载莱希的直升机。穆罕默德·穆赫巴尔召集了紧急部长会议。
坠毁的直升机被报道称于当天21时46分被搜救人员发现，但后又被现场搜寻否认。次日土耳其的無人航空載具巴伊拉克塔尔游骑兵无人机通过热源搜索确定了坐标位置，位于塔维尔村和卡莱巴尔县的库尼鲁德村之间。5时44分，直升机被发现。救援人员接近现场并派出小型无人机，传回的近距离清晰画面显示直升機损毁严重，没有明显的生命迹象。人员抵达现场后，因为有过严重燃烧，遗体一时亦难以辨认。
当地时间20日8时许，伊朗迈赫尔通讯社报道总统和外长均已罹难。晚些时候，伊朗官方确认总统等人遇难，并召开紧急会议。会上，莱希的位置被空了出来，椅背上盖有黑色绸缎。
5月29日，伊朗武装部队总参谋部发布第二份直升机坠毁的调查报告。报告称，坠毁的直升机上没有发现任何电子作战的迹象，通信系统也沒有中断，频率也沒有被干扰。

## 事故原因
事發後，曾傳出接班人內鬥說，与伊朗敵對的以色列與美國外部勢力策划等推測。不過據伊朗武装部队总参谋部出具的最终调查报告，事故原因是惡劣天氣。
俄罗斯气象專家葉夫根尼·蒂什科維茨告訴俄新社，在直升機墜毀地區觀察到熱低壓。在這種天氣條件下，應該禁止直升機在山區飛行的。这种天气条件会使直升機的控制變得複雜，難以保持飛行高度，造成顛簸，增加直升機結構的壓力，並在向下氣流的區域造成與山體相撞的危險。

## 葬礼
总统莱希的葬礼于2024年5月23日在晚上在伊瑪目禮薩陵墓舉行，超过70个国家及地区派出代表出席，但当中不包括欧盟成员国。葬礼仪式结束后，莱希的灵柩被运往一辆半掛式卡車，送行车队前往阿扎迪广场，途中大量民众聚集，高喊反美口号。葬礼结束第二天，莱希在家乡馬什哈德的伊玛目礼萨圣陵下葬。

## 各方反应
- 伊朗：事故發生時正在主持和伊斯兰革命卫队成员家属的见面会的伊朗最高領袖阿里·哈梅内伊在晚间约19时表示祈祷“让尊敬的总统和他的同伴回到国家的怀抱”。并呼吁所有人一起“为他们的健康祈祷”，“伊朗人民不必担忧，国家的工作不会受到干扰”。[4][41]5月20日，伊朗武裝部隊總參謀長下令成立一個委員會，調查萊希所乘直升機墜毀原因。伊朗最高領袖哈梅內伊宣布全國哀悼5日。[42]
- 阿富汗：塔利班领导的阿富汗政府对此表示哀悼，总理穆罕默德·哈桑·阿洪德声明阿富汗人与伊朗政府和人民站在一起，[43]副总理阿卜杜勒·加尼·巴拉达尔和外交部长阿米爾·汗·穆塔基前往德黑兰参加了遇难者的安魂仪式。[44]
- 亞美尼亞：亚美尼亚外交部长阿拉拉特·米尔佐扬对伊朗伊斯兰共和国总统易卜拉欣·莱希和外交部长侯赛因·阿米尔-阿卜杜拉希安因直升机事故去世表示哀悼[45]。莱希原定于5月19日访问亚美尼亚，但此次访问已延期[46]。
- 巴勒斯坦
  -  哈馬斯：哈马斯向伊朗人民表示哀悼，並向莱希致敬。[47]哈马斯领导人伊斯梅尔·哈尼亚也参加了遇难者的安魂仪式，并出席葬礼祈祷。[44]
- ：總統伊利哈姆·阿利耶夫向伊朗最高領袖阿里·哈梅内伊表示慰問，稱「这是友好兄弟的伊朗伊斯兰共和国和人民遭受的巨大损失。易卜拉欣·莱西的离世使伊朗人民失去了一位毕生全心全意为人民服务的杰出政治家。对他的美好记忆将永远留在我们心中。」[48]
- 中华人民共和国：事故搜救階段時，中國外交部表示希望伊朗總統及其他乘員安然無恙。[49]萊希確認遇難後，中共中央總書記、國家主席習近平向伊朗第一副總統穆罕默德·穆赫贝尔致唁電，稱「他的不幸遇难是伊朗人民的巨大损失，也使中国人民失去了一位好朋友。」[50]中共中央政治局委员、外交部长王毅对伊朗总统和外长罹难表示哀悼。[51]中國國務院副總理張國清前往德黑蘭弔唁萊希[52]。
- 联合国：安理会起立默哀一分钟[53][54]，联合国秘书长古特雷斯向莱希家属、伊朗政府致以慰问[55]，聯合國降半旗悼念萊希。[56]联合国大会为莱希举行默哀仪式。[57]
- 美国：白宫国家安全委员会战略沟通协调官约翰·柯比表示向伊朗总统表示哀悼。国务院发言人马修·米勒在声明中提及，“向莱希总统、外交部部长阿米尔-阿卜杜拉希安及其他政府代表团成员表示正式哀悼，但莱希参与镇压伊朗国民长达40年之久，1988年残杀数千名政治犯一事，他发挥了核心作用，他担任总统期间，践踏妇女和少女的人权。在伊朗遴选新总统之际，我们重申支持伊朗人民及其争取人权和基本自由的斗争。”[58][59][60]马修·米勒也表示，伊朗方面提出希望美國協助調查事故，但是美國無法協助。[61]
- 俄羅斯：俄罗斯外长拉夫罗夫表示，美国政府对伊朗等国航空业施加的制裁置他人安危于不顾，是在“故意伤人”。[62]
- 埃及：总统塞西祈祷莱希能够安息。[59]
- 欧盟：向莱希家属表示同情与哀悼。[59]
- 黎巴嫩
  -  真主党：祈祷真主怜悯莱希。[59]
- 印度：向莱希家人表示哀悼。[59]
- 日本：向伊朗政府表示哀悼。[59]
- 巴基斯坦：全国哀悼一天。[59]
- 梵蒂冈：教皇方济各表示哀悼。[59]
- 土耳其、 约旦、 叙利亚、 伊拉克、 南非、國際原子能機構均向萊西逝世表示哀悼。[63]